# اس‌ام یوبی-۵۸
اس‌ام یوبی-۵۸ (به انگلیسی: SM UB-58) یک زیردریایی است که طول آن ۵۵٫۸۵ متر (۱۸۳٫۲ فوت) می‌باشد. این زیردریایی در سال ۱۹۱۷ ساخته شد.